# The Last Hero
Albums de Alter Bridge
Fortress
(2013) Live at the O2 Arena + Rarities
(2017)
The Last Hero est le cinquième album du groupe américain Alter Bridge, sorti en 2016.

## Liste des chansons
Toutes les chansons sont écrites et composées par Alter Bridge.
| The Last Hero | The Last Hero           | The Last Hero | The Last Hero | The Last Hero | The Last Hero | The Last Hero | The Last Hero | The Last Hero | The Last Hero |
| No            | Titre                   | Durée         |               |               |               |               |               |               |               |
| ------------- | ----------------------- | ------------- | ------------- | ------------- | ------------- | ------------- | ------------- | ------------- | ------------- |
| 1.            | Show Me a Leader        | 5:05          |               |               |               |               |               |               |               |
| 2.            | The Writing on the Wall | 4:28          |               |               |               |               |               |               |               |
| 3.            | The Other Side          | 5:55          |               |               |               |               |               |               |               |
| 4.            | My Champion             | 4:41          |               |               |               |               |               |               |               |
| 5.            | Poison in Your Veins    | 4:19          |               |               |               |               |               |               |               |
| 6.            | Cradle to the Grave     | 5:41          |               |               |               |               |               |               |               |
| 7.            | Losing Patience         | 4:10          |               |               |               |               |               |               |               |
| 8.            | This Side of Fate       | 6:48          |               |               |               |               |               |               |               |
| 9.            | You Will Be Remembered  | 4:42          |               |               |               |               |               |               |               |
| 10.           | Crows on a Wire         | 4:27          |               |               |               |               |               |               |               |
| 11.           | Twilight                | 4:15          |               |               |               |               |               |               |               |
| 12.           | Island of Fools         | 5:01          |               |               |               |               |               |               |               |
| 13.           | The Last Hero           | 6:42          |               |               |               |               |               |               |               |
| 66:04         |                         |               |               |               |               |               |               |               |               |

| Édition limitée | Édition limitée  | Édition limitée | Édition limitée | Édition limitée | Édition limitée | Édition limitée | Édition limitée | Édition limitée | Édition limitée |
| No              | Titre            | Auteur          | Durée           |                 |                 |                 |                 |                 |                 |
| --------------- | ---------------- | --------------- | --------------- | --------------- | --------------- | --------------- | --------------- | --------------- | --------------- |
| 14.             | Last of Our Kind |                 | 5:34            |                 |                 |                 |                 |                 |                 |
| 71:38           |                  |                 |                 |                 |                 |                 |                 |                 |                 |

| Édition Best-Buy | Édition Best-Buy | Édition Best-Buy | Édition Best-Buy | Édition Best-Buy | Édition Best-Buy | Édition Best-Buy | Édition Best-Buy | Édition Best-Buy | Édition Best-Buy |
| No               | Titre            | Auteur           | Durée            |                  |                  |                  |                  |                  |                  |
| ---------------- | ---------------- | ---------------- | ---------------- | ---------------- | ---------------- | ---------------- | ---------------- | ---------------- | ---------------- |
| 14.              | Last of Our Kind |                  | 5:34             |                  |                  |                  |                  |                  |                  |
| 15.              | Breathe          |                  | 4:17             |                  |                  |                  |                  |                  |                  |
| 75:55            |                  |                  |                  |                  |                  |                  |                  |                  |                  |